# Mikulášovičky
Mikulášovičky je malá vesnice, část města Mikulášovice v okrese Děčín. Nachází se asi 1 km na severovýchod od Mikulášovic. Je zde evidováno 28 adres. V roce 2011 zde trvale žilo 55 obyvatel.
Mikulášovičky leží v katastrálním území Mikulášovice o výměře 25,85 km2.

## Historie
Nejstarší písemná zmínka pochází z roku 1720. Roku 1890 byla ve vsi postavena kaple svatého Josefa (zbořena po druhé světové válce).

## Obyvatelstvo
|                                                                       | 1869 | 1880 | 1890 | 1900 | 1910 | 1921 | 1930 | 1950 | 1961 | 1970 | 1980 | 1991 | 2001 | 2011 |
| --------------------------------------------------------------------- | ---- | ---- | ---- | ---- | ---- | ---- | ---- | ---- | ---- | ---- | ---- | ---- | ---- | ---- |
| Obyvatelé                                                             | 117  | 124  | 145  | 164  | 255  | 189  | 236  | 105  | 116  | 107  | 103  | 67   | 58   | 55   |
| Domy                                                                  | 19   | 19   | 19   | 19   | 31   | 31   | 38   | 34   | .    | 29   | 28   | 23   | 25   | 26   |
| Počet domů z roku 1961 je zahrnut v domech místní části Mikulášovice. |      |      |      |      |      |      |      |      |      |      |      |      |      |      |